# Schwarzkopf-Bartvogel
Der Schwarzkopf-Bartvogel (Tricholaema melanocephala) ist eine Vogelart aus der Familie der Afrikanischen Bartvögel. Die Art kommt im Westen Afrikas vor. Es werden mehrere Unterarten unterschieden. Die IUCN stuft den Schwarzkopf-Bartvogel als nicht gefährdet (least concern) ein.

## Erscheinungsbild

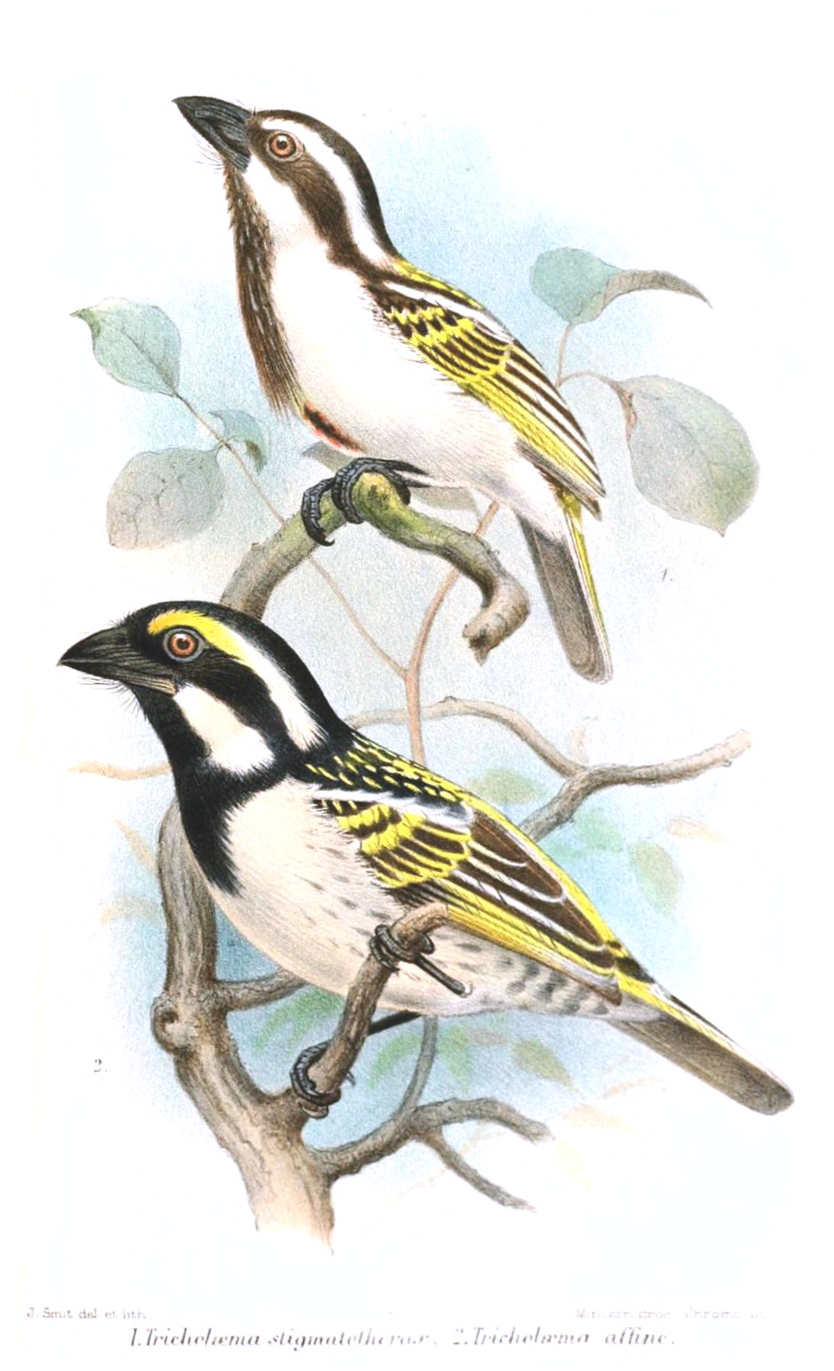
Illustration: Oben ein Schwarzkopf-Bartvogel, unten ein Rotstirn-Bartvogel.

Die Männchen der Nominatform haben eine Flügellänge von 6,2 bis 6,8 Zentimetern. Der Schwanz wird zwischen 3,4 und 4,4 Zentimeter lang. Die Schnabellänge beträgt 1,4 bis 1,8 Zentimeter. Weibchen haben ähnliche Körpermaße. Es besteht kein auffälliger Sexualdimorphismus.
Männchen und Weibchen haben einen glänzend blauschwarzen Oberkopf. Ein breiter weißer Augenstreif verläuft von den Augen bis zum Nacken. Ein weißer Bartstreif verläuft von den Seiten des Schnabels bis zu den Brustseiten. Der obere Rücken ist blauschwarz, der untere Rücken bräunlich. Der Bürzel ist auf braunem Grund blassgelblich gestreift. Die Oberschwanzdecken sind schwarz mit blassgelben Längsstreifen und weißen Federspitzen. Die Steuerfedern sind braunschwarz. Auf der Unterseite sind die Steuerfedern graubraun mit weißen Federschäften.
Das Schwarz der Kehle dehnt sich schildförmig bis zur Vorderbrust aus und ist weiß umrahmt. Die Unterseite ist von der unteren Brust bis zu den Unterschwanzdecken cremigweiß bis gelbweiß. An den Flanken befinden sich tropfenförmigen Flecken. Der Schnabel ist schwarz, aber zur Schnabelbasis hin zu einem helleren Grau aufgehellt. Die Beine und Füße sind grau bis schwarz. Jungvögel ähneln den adulten Vögeln, jedoch ist ihr Gefieder insgesamt matter gefärbt.
Der Schwarzkopf-Bartvogel kann mit dem Diadem-Bartvogel verwechselt werden. Ihm fehlen jedoch die tropfenförmigen Flecken an den Körperseiten, die für den Diadem-Bartvogel charakteristisch sind. Ähnlichkeit besteht auch mit dem Diadem-Haarbärtling, allerdings hat dieser eine rote Stirn.

## Verbreitungsgebiet und Lebensraum
Das Verbreitungsgebiet des Schwarzkopf-Bartvogels erstreckt sich vom Südosten des Sudan und dem Norden Äthiopiens über Dschibuti und Somalia bis ins mittlere Tansania. Die Höhenverbreitung reicht vom Meeresniveau bis in Höhenlagen von 1820 Metern in Somalia und Äthiopien. Der Lebensraum sind gewöhnlich trockene Wälder und Buschland. Lokal ist der Schwarzkopf-Bartvogel häufig.

## Lebensweise
Schwarzkopf-Bartvögel suchen einzeln, paarweise oder in kleinen Familiengruppen in Büschen und auf Bäumen nach Insekten. Gelegentlich werden auch Insekten aus der Luft gefangen. Daneben frisst der Schwarzkopf-Bartvogel auch Knospen sowie Früchte. Der Schwarzkopf-Bartvogel ist ausgesprochen territorial, allerdings variiert die Reviergröße erheblich. Schwarzkopf-Bartvögel sind Höhlenbrüter, bislang sind aber weder die Größe der Nisthöhle noch die Größe des Geleges erforscht.

## Unterarten
Es sind vier Unterarten bekannt.
- Tricholaema melanocephala melanocephala (Cretzschmar, 1829)[4] kommt von Eritrea bis ins zentrale Äthiopien und den Nordwesten Somalias vor.
- Tricholaema melanocephala blandi Lort Phillips, 1897[5] ist im nördlichen zentralen und nordöstlichene Somalia verbreitet.
- Tricholaema melanocephala stigmatothorax Cabanis, 1878[6] kommt im südlichen Äthiopien sowie im südlichen Somalia bis ins nordöstliche Tansania vor.
- Tricholaema melanocephala flavibuccalis Reichenow, 1893[7] ist im nördlichen zentralen Tansania verbreitet.

## Belege

### Einzelbelege
1. ↑   Short et al., S. 184
2. ↑   Short et al., S. 188
3. ↑  IOC World Bird List Jacamars, puffbirds, barbets, toucans, honeyguides
4. ↑  Philipp Jakob Cretzschmar (1829), S. 41, Tafel 28 Abbildung a
5. ↑  Ethelbert Edward Lort Phillips (1897), S. 47
6. ↑  Jean Louis Cabanis (1878), S. 205 & 240
7. ↑  Anton Reichenow (1893), S. 30

## Weblink
- Tricholaema melanocephala in der Roten Liste gefährdeter Arten der IUCN 2013.1. Eingestellt von: BirdLife International, 2012. Abgerufen am 7. Oktober 2013.